# هم‌زمانی

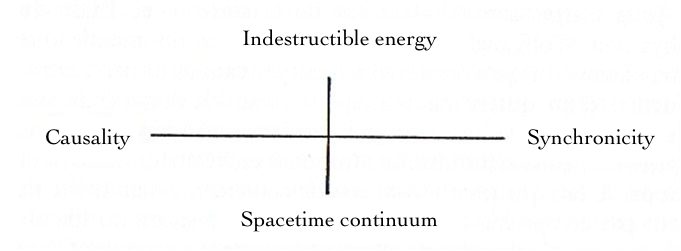
نموداری که مفهوم همزمانی یونگ را بیان می‌کند.

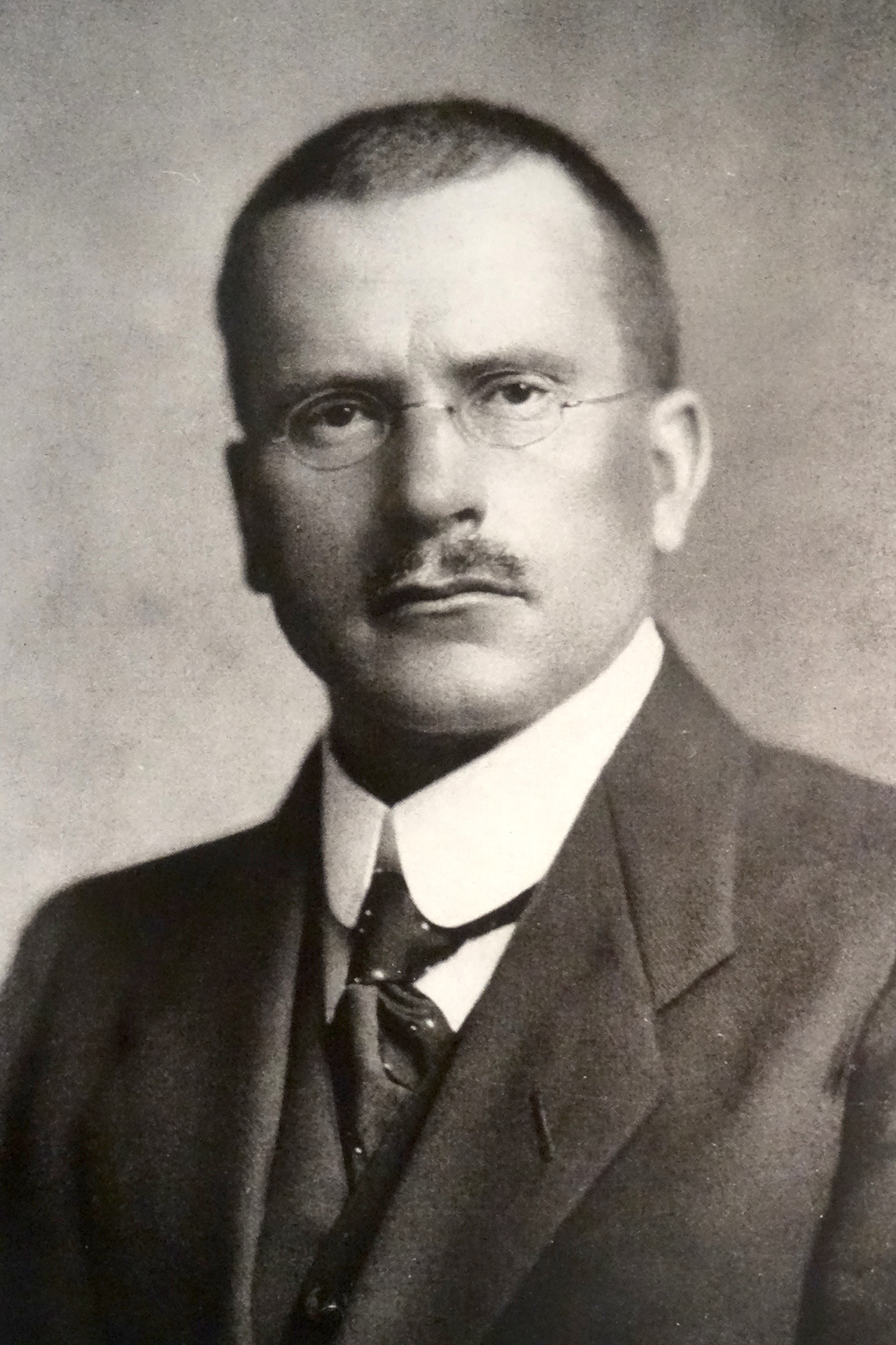
کارل گوستاو یونگ

همزمانی (به انگلیسی: Synchronicity)، به رخ دادن دو اتفاق (و یا بیشتر) گفته می‌شود که حادثه‌ای معنی‌دار را تشکیل دهند اما از لحاظ علّی هیچ ربطی به هم نداشته باشند. مفهوم همزمانی، اولین بار بدست کارل گوستاو یونگ، روانپزشک سوئیسی، در دهه ۱۹۲۰ میلادی توضیح داده شد.
بنا بر این فرضیه، بین جهان عینی و روح انسان ارتباط وجود دارد. بدین معنی که هر یک دیگری را تأیید می‌کنند. در لحظات شور و هیجان ویژه، وقتی که وضعیت روانی انسان شدیداً ملتهب می‌شود (هنگام عشق، نفرت، همت، تمرکز، آفرینش، شوریدگی و غیره) روح می‌تواند واقعیت خارجی را تغییر دهد.
مفهوم همزمانی از علیت و دلایل علّی اتفاقات پرسش نمی‌کند بلکه بیان می‌کند که اگرچه این رخدادها می‌توانند در یک خط علّی روی داده باشند اما حالتی معنی‌دار دارند.
علاوه بر یونگ، آرتور کستلر نیز در کتاب خود با نام ریشه‌های هم‌رویدادی (۱۹۷۲) به‌طور اساسی به پدیده همزمانی پرداخته‌است.
کتاب یونگ در این باره تحت عنوان "همزمانی؛ یک اصل ارتباطی غیر علّی" توسط اکبر امیری به فارسی ترجمه شده است.